# Пелле Вікстрем
Пелле Вікстрем (швед. Per Wikström, 29 червня 1961) — шведський плавець.
Учасник Олімпійських Ігор 1980 року.
Призер Чемпіонату світу з водних видів спорту 1982 року.
Призер Чемпіонату Європи з водних видів спорту 1981, 1983 років.